# Culicoides insolatus
Culicoides insolatus är en tvåvingeart som beskrevs av Wirth och Hubert 1960. Culicoides insolatus ingår i släktet Culicoides och familjen svidknott. Inga underarter finns listade i Catalogue of Life.